# Harrington Emerson
Harrington Emerson  (1853-1931) était un consultant en efficience managériale américain, contemporain et concurrent de Frederick Winslow Taylor.
Il est resté célèbre pour ses douze principes de l'efficience organisationnelle.

## Biographie

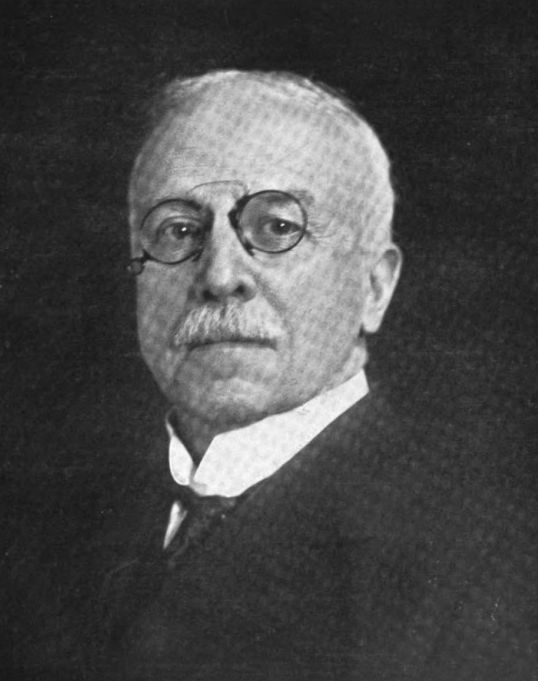
Emerson, en 1916

Emerson est né à Trenton dans le New Jersey. Son père fut Edmonton Emerson, professeur de science politique, et sa mère Mary Louisa (Ingham) Emerson, fille de Samuel D. Ingham, membre du Congrès américain et secrétaire américain au Trésor sous la présidence de Andrew Jackson. Emerson a fréquenté des écoles privées en Europe, et de 1872 à 1875 a étudié l'ingénierie à l'Université technique de Munich

## Les douze principes
- Formuler des idéaux clairement définis :
- Le bon sens
- Des conseillers compétents ;
- La discipline, génératrice de coopération ;
- Etc.